# Drozdy (obwód kijowski)
Drozdy (ukr. Дрозди) – wieś na Ukrainie, w obwodzie kijowskim, w rejonie białocerkiewskim, w hromadzie Biała Cerkiew. W 2001 liczyła 992 mieszkańców, spośród których 976 wskazało jako ojczysty język ukraiński, 14 rosyjski, 1 bułgarski, a 1 białoruski.